# Paul Codrea
Paul Costantin Codrea (ur. 4 kwietnia 1981 w Timișoarze) – rumuński piłkarz grający na pozycji defensywnego pomocnika, a także trener.

## Kariera klubowa
Codrea urodził się w Timișoarze. Karierę piłkarską rozpoczął w tamtejszym klubie Banatul Timișoara. W 1996 roku przeszedł do stołecznego Dinama. 1 marca 1997 roku zadebiutował w pierwszej lidze rumuńskiej w przegranym 0:1 wyjazdowym meczu z Glorią Bystrzyca. Nie potrafił jednak przebić się do składu Dinama i przez dwa sezony rozegrał zaledwie dwa spotkania. W 1998 roku wrócił do rodzinnego miasta i przez jeden sezon grał w Politehnice Timișoara w rozgrywkach drugiej ligi. W 1999 roku trafił do Argeș Pitești, którego zawodnikiem był przez półtora sezonu.
Na początku 2001 roku Codrea wyjechał do Włoch, a jego pierwszym klubem w tym kraju była drugoligowa Genoa CFC. 21 stycznia wystąpił w jej koszulce po raz pierwszy, jednak „Rossoblu” ulegli wówczas Cagliari Calcio 0:3. W Genoi grał do końca 2002 roku, ale zajmował z nią miejsca w środku tabeli. W zimowym oknie transferowym sezonu 2002/2003 odszedł do innego drugoligowca, US Palermo. W sezonie 2003/2004 miał udział w awansie klubu z Serie B do Serie A.
Jeszcze w trakcie sezonu Paul odszedł do pierwszoligowej Perugii, a w jej barwach zadebiutował 2 lutego 2004 przeciwko Parmie (2:2). Perugia zajęła 15. miejsce i spadła z ligi, a po sezonie Rumun odszedł do Torino FC, w którym był podstawowym zawodnikiem i wywalczył swój drugi awans do Serie A. Z kolei sezon 2005/2006 ponownie spędził w Palermo, jednak dla klubu z Sycylii rozegrał tylko 12 spotkań.
W lipcu 2006 roku Codrea został zawodnikiem Sieny. 20 września zadebiutował w Serie A w wygranym 2:1 wyjazdowym meczu z Torino. Zarówno w 2007, 2008 i 2009 roku utrzymał się ze Sieną w pierwszej lidze, jednak w 2010 spadł do Serie B. Wiosną 2011 był wypożyczony do AS Bari. W 2012 roku przeszedł do Rapidu Bukareszt. Następnie grał w Politehnice, a w 2013 roku zakończył karierę.
| Sezon   | Klub                  | Kraj    | Rozgrywki | Mecze | Bramki |
| ------- | --------------------- | ------- | --------- | ----- | ------ |
| 1996/97 | FC Dinamo Bukareszt   | Rumunia | Divizia A | 2     | 0      |
| 1997/98 | FC Dinamo Bukareszt   | Rumunia | Divizia A | 0     | 0      |
| 1998/99 | Politehnica Timișoara | Rumunia | Divizia B | 30    | 2      |
| 1999/00 | Argeș Pitești         | Rumunia | Divizia A | 22    | 1      |
| 2000/01 | Argeș Pitești         | Rumunia | Divizia A | 12    | 0      |
| 2000/01 | Genoa CFC             | Włochy  | Serie B   | 17    | 0      |
| 2001/02 | Genoa CFC             | Włochy  | Serie B   | 15    | 0      |
| 2002/03 | Genoa CFC             | Włochy  | Serie B   | 18    | 3      |
| 2002/03 | US Palermo            | Włochy  | Serie B   | 12    | 0      |
| 2003/04 | US Palermo            | Włochy  | Serie B   | 8     | 0      |
| 2003/04 | Perugia               | Włochy  | Serie A   | 12    | 1      |
| 2004/05 | Torino FC             | Włochy  | Serie B   | 35    | 1      |
| 2005/06 | US Palermo            | Włochy  | Serie A   | 12    | 0      |
| 2006/07 | Siena                 | Włochy  | Serie A   | 22    | 2      |
| 2007/08 | Siena                 | Włochy  | Serie A   | 29    | 0      |
| 2008/09 | Siena                 | Włochy  | Serie A   | 27    | 0      |
| 2009/10 | Siena                 | Włochy  | Serie A   | 24    | 0      |
| 2010/11 | Siena                 | Włochy  | Serie B   | 6     | 0      |
| 2010/11 | Bari                  | Włochy  | Serie A   | 6     | 0      |
| 2011/12 | Siena                 | Włochy  | Serie A   | 1     | 0      |
| 2012/13 | Rapid Bukareszt       | Rumunia | Liga I    | 11    | 0      |
| 2013/14 | Politehnica Timișoara | Rumunia | Liga V    | 2     | 0      |

## Kariera reprezentacyjna
W reprezentacji Rumunii Codrea zadebiutował 15 listopada 2000 roku w wygranym 2:1 towarzyskim spotkaniu z Jugosławią. Pierwszego gola w kadrze narodowej zdobył w 2001 roku w lutowym meczu przeciwko Litwie (3:0). Wiosną 2008 roku został powołany przez selekcjonera Victora Pițurcă do kadry na Euro 2008.